# Sutekskäija
Sutekskäija är den första EP:n av det estniska folk metal-bandet Metsatöll. Det gavs ut  på CD 2006 av Nailboard Records. EP:n innehåller två nya låtar, "Sutekskäija" ("The werewolf") och "Hakkame mehed minema" ("Men, let's go!"). Den senaste skrevs tillsammans med Jarek "Chalice" Kasari inför en dansfestival i Rakvere. Utöver dessa nya låtar består EP:n av tre spår inspelade vid ett liveframträdande på radiokanalen R2, "Hundi loomine" ("Creation of the wolf"), "Sõjahunt" ("War-wolf") och "Saaremaa vägimees" ("The giant-hero of Ösel") tagna från debutalbumet Hiiekoda.

## Musiker

### Bandmedlemmar
- Markus "Rabapagan" Teeäär – sång, rytmgitarr
- Lauri "Varulven" Õunapuu – gitarr, sång, säckpipa, flöjt, cittra, mungiga och andra folkmusikinstrument
- Raivo "KuriRaivo" Piirsalu – bas, kontrabas, bakgrundssång
- Marko Atso – trummor, bakgrundssång

## Låtlista
Estniska titlar
1. Sutekskäija - 03:41
2. Hakkame mehed minema - 03:51
3. Hundi loomine (R2 Live) - 03:51
4. Sõjahunt (R2 Live) - 04:21
5. Saaremaa vägimees (R2 Live) - 02:25

Bandets översättning av låttitlarna till engelska
1. The werewolf
2. Men, let's go!
3. Creation of the wolf
4. War-wolf
5. The giant-hero of Ösel